# Abdus Shakoor Shah (pintor)
Abdus Shakoor (Bagura, Bangladesh, 31 de diciembre de 1947) es un pintor y calígrafo de Bangladesh.

## Primeros años y carrera
Abdus Shakoor nació el 31 de diciembre de 1947 en el distrito de Bogra de Bangladesh. Su obra se centra en temas ancestrales e históricos, siguiendo la tradición popular de Quamrul Hassan y Jamini Roy. Los temas comunes en las pinturas de Abdus Shakoor incluyen motivos folclóricos bengalíes y baladas; las historias de amor "Mahua" y "Malua"(dos baladas folclóricas románticas de Bengala Oriental, que datan de alrededor del siglo XVII, recopiladas por Dinesh Chandra Sen en la década de 1920 y publicadas en sus Baladas de Bengala Oriental ) así como el Nakshi Kanthar Math. Ha ilustrado sus obras con motivos folclóricos. Pavos reales y loros, así como elefantes, toros, gatos, tigres, serpientes y lagartos, ocupan un lugar destacado en sus obras.
Todas las composiciones de Abdus Shakoor están bordeadas por líneas de pincel gruesas y de flujo libre. En las pinturas prácticamente no hay líneas duras. Su estilo ha sido comparado con el de artistas europeos como Piet Mondrian y Paul Klee.
Es presidente del Departamento de Artesanía de la Facultad de Bellas Artes de la Universidad de Dhaka.

## Legado
Entre los premios que ha ganado Abdus Shakoor se encuentra una medalla de oro en la 15.ª Exposición Nacional de Arte en la Academia Shilpakala de Bangladesh, Dhaka, en el año 2002.

## Lectura adicional
- 45 artworks by or after Abdus Shakoor at the Art UK site
- «Abdus Shakoor Shah». Dhaka Art Center.
- Haq, Fayza (21 de diciembre de 2003). «Light and shade: Of ballads and blues of Bangladesh, Abdus Shakoor's exhibition at Bradford». The Daily Star.
- «Our Talents». The Daily Star. 7 de enero de 2005.
- «Shakoor's 2008 exhibitions in India». Dhaka Courier. 9 de enero de 2009.
- Garcia, Cathy Rose A. (4 de mayo de 2009). «Exhibition Introduces Bangladeshi Art». The Korea Times.
- Hossain, Takir (28 de octubre de 2009). «Folk identity on Shakoor's canvas». The Daily Star.
- «Rural faces, universal tales». Dhaka Courier. 6 de mayo de 2010. Archivado desde el original el 20 de febrero de 2016.
- Hossain, Takir (29 de diciembre de 2011). «Bengali Identity». The Daily Star.
- «Shakoor Reveals 'Bucolic-Bengal'». Dhaka Courier. 18 de agosto de 2013. Archivado desde el original el 20 de febrero de 2016.
- Hossain, Takir (9 de octubre de 2015). «Abdus Shakoor's solo exhibition begins today at Bengal Gallery». The Daily Observer (Dhaka).
- «Muse of Myths». Prothom Alo. 10 de octubre de 2015. Archivado desde el original el 20 de diciembre de 2016. Consultado el 8 de febrero de 2016.
- «Shakoor depicts rural heritage on paintings». New Age (Dhaka). 13 de octubre de 2015.